# Kościół św. Gotarda w Kaliszu
Kościół św. Gotarda w Kaliszu – parafialna świątynia rzymskokatolicka, zlokalizowana w Kaliszu na osiedlu Rypinek, przy ulicy Częstochowskiej (adres parafii św. Gotarda: ulica Kordeckiego 3).

## Historia

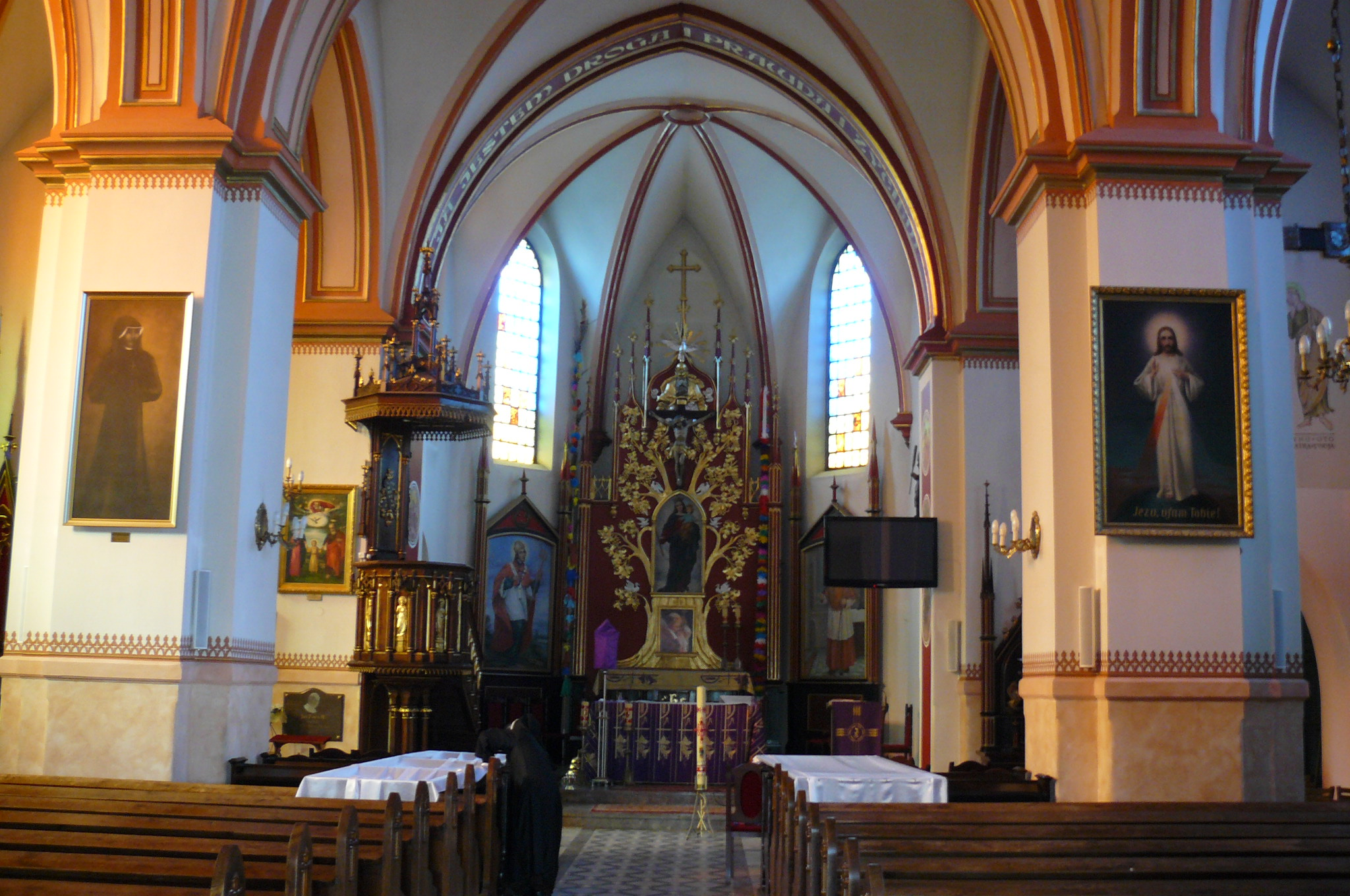
Wnętrze

Pierwotnie świątynia istniała tu prawdopodobnie już około 1280, ale nie ma potwierdzenia tego w źródłach historycznych. W 1756 na wzgórzu mieszkał pustelnik – Benedykt Janiszewski, który wybudował m.in. drewnianą kapliczkę, a potem wyjechał do Ziemi Świętej. W 1934 Rypinek przyłączono do Kalisza, co wpłynęło na zdynamizowanie osadnictwa i wzrost zapotrzebowania na powstanie lokalnego kościoła parafialnego. Kościół reprezentuje styl neogotycki i pochodzi z 1910. Wznosi się fasadą w stronę ul. Częstochowskiej. Wejście dostępne systemem schodów od poziomu ulicy. Inicjatorem budowy był ks. kanonik Franciszek Juttner, a kontynuował ks. kanonik Józef Bronisław Szafnicki. Po przebudowie w latach 1935–1937 świątynia uzyskała obecny wygląd. Autorem projektu przebudowy był Adolf Buraczewski z Politechniki Warszawskiej. Przyczyną przebudowy był wzrost liczby mieszkańców osiedla.

## Organy
Organy sprowadzono z kościoła w Wesel. Zamontowano je w nowej szafie i przebudowano przez firmę Tomasza Sowińskiego z Pudliszek. Instrument poświęcił biskup kaliski Damian Bryl podczas konsekracji kościoła 7 maja 2023 roku.
Wcześniej w kościele znajdowały się 7-głosowe organy, przeniesione w 1947 roku z Wrocławia. Trzy lata później rozbudowano je o dwa głosy oraz uzupełniono o niemy prospekt. Ze względu na zbyt mały rozmiar i dużą awaryjność przestały być używany w latach 60. XX wieku.
Obecne organy wybudował Franz Breil w latach 50. XX wieku. W 1990 roku firma Romanus Seifert & Sohn przebudowała i przeintonowała instrument. Wykonano wtedy nową sekcję pedału oraz nowy kontuar. Zmodyfikowano również system powietrzny i dodano nowy głos w manuale I. Instrument działa w oparciu o elektryczną trakturę gry i rejestrów. Jest wyposażony jest w trzy wiatrownice klapowo-zasuwowe. System powietrzny stanowi miech pływakowy zasilany dmuchawą elektryczną oraz klinowe miechy z regulatorami wbudowane w dna wiatrownic.
Dyspozycja instrumentu:
| Manuał I          | Manuał II        | Pedał          |
| ----------------- | ---------------- | -------------- |
| 1. Principal 8'   | 1. Gedackt 8'    | 1. Subbaß 16'  |
| 2. Rohrflöte 8'   | 2. Portunal 8'   | 2. Octavbaß 8' |
| 3. Gambe 8'       | 3. Salicional 8' | 3. Baßflöte 8' |
| 4. Octave 4'      | 4. Flöte 4'      | 4. Octave 4'   |
| 5. Superoctave 2' | 5. Piccolo 2'    | 5. Fagott 16'  |
| 6. Mixtur III     | 6. Cornettino II |                |
| 7. Trompete 8'    | 7. Clarinette 8' |                |